# 동방혁명운동
동방혁명운동(스페인어: Movimiento Revolucionario Oriental, MRO)은 1961년에 설립된 우루과이의 극좌 마르크스-레닌주의 공산당이자 도시 게릴라 조직이다. 동방혁명운동의 목표는 공산주의 혁명을 통한 마르크스-레닌주의 국가 수립이다.

## 역사
동방혁명운동은 1961년 4월 21일에 국민당의 출신의 아리엘 볼리바르 콜라조가 설립하였다. 설립자인 아리엘 볼리바르 콜라조는 국민당의 소수파인 반제국주의자였으며, 쿠바를 여행한 이후 체 게바라와 쿠바 혁명의 영향을 받아 마르크스-레닌주의자가 되었다. 동방혁명운동 설립에는 우루과이 공산당의 반스탈린주의와 수정주의를 비판하고 탈당한 우루과이 공산당의 전직 간부들과 당원들이 대거 참여했다.
1967년 동방혁명운동은 도시 게릴라인 동방혁명군을 창설하고 우루과이 정부에 대한 무장투쟁을 시작했다. 동방혁명군은 투파마로스와 동맹을 맺고 도시 게릴라전을 펼쳤다. 1972년 투파마로스가 해체된 이후 투파마로스의 전투원들은 대부분 동방혁명운동의 동방혁명군 합류하여 극우 군사독재정권에 대한 무장투쟁을 이어갔다.
2007년부터 동방혁명운동은 국제 게바라주의 조정위원회를 개최하며, 콜롬비아 무장혁명군, 콜롬비아 국민해방군, 파라과이 인민군을 적극적으로 지지, 지원하고 있다.

## 같이 보기
- 투파마로스